# Майкл Одібе
Майкл Одібе (англ. Michael Odibe, нар. 23 липня 1988, Лагос) — нігерійський футболіст, захисник казахстанського клубу «Акжайик».

## Ігрова кар'єра
Народився 23 липня 1988 року в місті Лагос. Вихованець футбольної школи клубу «Ферст Банк». Дорослу футбольну кар'єру розпочав 2007 року в основній команді того ж клубу, у якому провів один сезон, узявши участь у 24 матчах чемпіонату.
Своєю грою за цю команду привернув увагу представників тренерського штабу бельгійського клубу «Юніон», до складу якого приєднався в липні 2008 року. Відіграв за брюссельську команду наступний сезон своєї ігрової кар'єри.
1 лютого 2009 року перейшов на правах оренди до «Сієни», а вже незабаром уклав із клубом повноцінний контракт.
Проте у «б'янко-нері» Майкл закріпитись не зумів, тому 31 січня 2011 року перейшов на правах оренди до клуби третього за рівнем італійського дивізіону «Зюйдтіроль».
Після завершення оренди відразу знову був відданий в оренду, цього разу на сезон в «Арсенал» (Київ). У першому ж сезоні відіграв за київських «канонірів» 17 матчів у національному чемпіонаті, забив 4 голи та допоміг команді посісти п'яте місце в чемпіонаті і вперше у своїй історії потрапити в Єврокубки. Після завершення сезону «каноніри» викупили трансфер футболіста.
Перед початком сезону 2012/13 на умовах піврічної оренди перейшов до дніпропетровського «Дніпра», проте на поле виходив нечасто, хоч і дебютував у єврокубках, тому на початку 2013 року повернувся в «Арсенал».
У другій половині 2013 року в «Арсенала» почалися фінансові негаразди й Одібе на правах вільного агента перебрався в Казахстан, підписавши контракт з «Атирау», який покинув після завершення сезону 2015 року.
У лютому 2016 року уклав контракт із румунським клубом «Конкордія» (Кіажна). У серпні того ж року став гравцем казахстанського клубу «Акжайик».

## Виступи за збірну
9 лютого 2011 року дебютував в офіційних матчах у складі національної збірної Нігерії в товариському матчі зі збірною Сьєрра-Леоне. Наразі ця гра є єдиною для нього у футболці національної збірної Нігерії.

## Статистика виступів

### Статистика клубних виступів
Станом на 1 лютого 2016
| Сезон   | Команда          | Чемпіонат | Чемпіонат | Чемпіонат | Національний кубок | Національний кубок | Національний кубок | Континентальні кубки | Континентальні кубки | Континентальні кубки | Інші змагання | Інші змагання | Інші змагання | Усього | Усього |
| Сезон   | Команда          | Ліга      | Ігор      | Голів     | Ліга               | Ігор               | Голів              | Ліга                 | Ігор                 | Голів                | Ліга          | Ігор          | Голів         | Ігор   | Голів  |
| ------- | ---------------- | --------- | --------- | --------- | ------------------ | ------------------ | ------------------ | -------------------- | -------------------- | -------------------- | ------------- | ------------- | ------------- | ------ | ------ |
| 2007/08 | «Ферст Банк»     | 2 див.    | 24        | 1         | —                  | —                  | —                  | —                    | —                    | —                    | —             | —             | —             | 24     | 1      |
| 2008/09 | «Юніон»          | 2 див.    | 11        | 0         | —                  | —                  | —                  | —                    | —                    | —                    | —             | —             | —             | 11     | 0      |
| 2009/10 | «Сієна»          | A         | 4         | 0         | КІ                 | —                  | —                  | —                    | —                    | —                    | —             | —             | —             | 4      | 0      |
| 2010/11 | «Сієна»          | A         | 5         | 0         | КІ                 | 1                  | 0                  | —                    | —                    | —                    | —             | —             | —             | 6      | 0      |
| 2010/11 | «Зюйдтіроль»     | ЛП1       | 11        | 1         | КІ                 | 0                  | 0                  | —                    | —                    | —                    | —             | —             | —             | 11     | 1      |
| 2011/12 | «Арсенал» (Київ) | ПЛ        | 17        | 4         | КУ                 | 1                  | 0                  | —                    | —                    | —                    | —             | —             | —             | 18     | 4      |
| 2012/13 | «Дніпро»         | ПЛ        | 9         | 1         | КУ                 | 0                  | 0                  | ЛЄ                   | 4                    | 0                    | —             | —             | —             | 13     | 1      |
| 2012/13 | «Арсенал» (Київ) | ПЛ        | 8         | 0         | КУ                 | 1                  | 0                  | —                    | —                    | —                    | —             | —             | —             | 9      | 0      |
| 2013/14 | «Арсенал» (Київ) | ПЛ        | 1         | 0         | КУ                 | 0                  | 0                  | —                    | —                    | —                    | —             | —             | —             | 1      | 0      |
| 2014    | «Атирау»         | ПЛ        | 27        | 2         | КК                 | 0                  | 0                  | —                    | —                    | —                    | —             | —             | —             | 27     | 2      |
| 2015    | «Атирау»         | ПЛ        | 20        | 0         | КК                 | 1                  | 0                  | —                    | —                    | —                    | —             | —             | —             | 21     | 0      |